# 여신

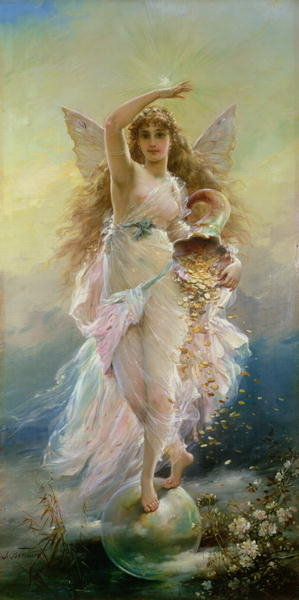

여신(女神, 문화어: 녀신)은 여성형의 신(神)을 말한다. 다신교에서는 신들에 있어서 각자 성별이 부여된 경우가 많으며, 이 중 여성인 신을 가리킨다. 이에 대비되는 개념은 남신 (男神)이 된다.
그러나 기독교, 유대교, 이슬람교 등 아브라함계 종교에서의 유일신에게는 세상적인 성별이 없기 때문에, 여신 또한 따로 존재하지 않는다. 여신은 각종 예술작품이나 서브컬처에서 다루어지는 소재이다. 프랑스 혁명을 다룬 미술 작품에서는 군중을 이끄는 여신으로 묘사되기도 하며, 일본 고단샤의 만화 잡지 '애프터눈'에 연재된 '오 나의 여신님'에서는 여신 세자매가 주요 캐릭터로 등장한다. 미국의 자유의 여신상은 여신을 나타낸 조형물 중 가장 큰 규모의 것이다.

## 같이 보기
- 그리스 신화
- 로마 신화
- 북유럽 신화
- 자유의 여신상